# Halolaelaps nodosus
Halolaelaps (Saprogamasellus) nodosus – gatunek roztocza z kohorty żukowców i rodziny Halolaelapidae.
Gatunek ten opisany został w 1952 roku przez Carla Willmanna. Jego diagnoza podana została w 1993 roku przez Czesława Błaszaka i Rainera Ehrnsbergera.
Samiec tego żukowca ma tarczkę opistonotalną przerywaną po bokach, pojedynczą chitynową klamerkę w przedniej części tarczki wentroanalnej i 4 węzełkowate struktury na każdym kolanie czwartej pary odnóży. Samica wyróżnia się spośród innych gatunków podrodzaju obecnością 14 par szczecin na tarczce opistonotalnej i bardzo długimi perytremami, które sięgają prawie przedniej krawędzi bioder pierwszej pary.
Roztocz znany z Niemiec, gdzie występuje w strefie litoralu Morza Północnego.